# Màrqueting de continguts
El màrqueting de continguts és un dels pilars del màrqueting d'atracció (altrament dit inbound marketing o màrqueting entrant). Consisteix a crear i distribuir material rellevant i de valor per un públic clarament definit per tal d'atreure, capturar i mantenir el seu interès.
L'objectiu del màrqueting de continguts no és vendre, sinó comunicar-se amb els clients i clients potencials. Una estratègia de màrqueting de continguts s'hauria de centrar a solucionar problemes proporcionant dades de qualitat de manera constant. Dit amb unes altres paraules, la finalitat és lliurar la informació que els usuaris realment necessiten de manera pertinent i convincent.
El màrqueting de continguts fa possible connectar amb l'audiència, guanyar credibilitat i augmentar la fidelitat dels usuaris. Si el material publicat ha estat optimitzat pels cercadors (SEO) també fa possible incrementar la visibilitat d'una marca.

## Tipus de continguts
La informació es pot presentar en diversos formats. Per ésser efectiva, tanmateix, s'ha de lliurar a través del mitjà adequat tenint en compte el perfil del públic objectiu. A més, les diverses tipologies de continguts es poden aprofitar per respondre els dubtes que els usuaris tenen a mesura que passen pels diferents cicles de compra.
Continguts classificats segons la seva procedència:
| Mitjans professionals                                                              | Mitjans en línia                                                                  | Mitjans socials                                     |
| ---------------------------------------------------------------------------------- | --------------------------------------------------------------------------------- | --------------------------------------------------- |
| Articles en premsa o revistes: opinió, publicity, publireportatges, reportatges... | Web corporatiu: casos d'èxit, testimonis, preguntes freqüents, notes de premsa... | Articles a blogs i Tumblelogs                       |
| Revistes corporatives                                                              | Microsites                                                                        | Actualitzacions a microblogs i xarxes socials       |
| Presentacions corporatives                                                         | Intranet                                                                          | Vídeos a vídeoblogs                                 |
| Catàleg de productes                                                               | Butlletins en línia                                                               | Podcasts                                            |
| Guies o manuals de productes                                                       | Llibres blancs                                                                    | Fotos a fotologs                                    |
| Vídeos corporatius o anuncis                                                       | Llibres electrònics                                                               | Pàgines a Wikis                                     |
| Entrevistes en programes de ràdio                                                  | Seminaris en línia                                                                | Enllaços a marcadors socials i promoció de notícies |
|                                                                                    | Infografies                                                                       | Documents                                           |
|                                                                                    | Revistes corporatives en línia                                                    | Widgets                                             |

## Estratègia de continguts
Encara que els termes s'utilitzen de forma similar, el màrqueting de continguts i l'estratègia de continguts són conceptes diferents:
- Màrqueting de continguts: com generar conversa al voltant del contingut, és a dir, com usar-lo per atreure l'atenció, compromís i participació. Proper a la feina de la comunicació i el màrqueting tradicional.
- Estratègia de continguts: processos per estructurar, organitzar, gestionar i crear el contingut. Què dir (missatges, temes, punts de vista ...), a qui i com expressar-los.[4]

L'estratègia de continguts no és una disciplina que es pugui aplicar de manera aïllada, sinó que ha d'estar alineada i planificada en concordança amb la resta d'estratègies digitals de l'empresa o organització. La seva posada en marxa repercuteix directament en les estratègies SEO i xarxes socials, entre d'altres. No integrar-la amb la resta d'estratègies pot portar a no obtenir els resultats desitjats.

## Que s'ha de tenir en compte?[calcitació]
El primer pas és preparar un bon pla de continguts i calendaritzar per endavant els continguts que pujaràs dia a dia. T'ajudarà a planificar en el llarg termini, a tenir una major perspectiva i visibilitat, i poder diferenciar audiències per crear continguts específics.
La clau per a l'èxit consisteix a oferir el contingut adequat en el moment ideal. És a dir, oferir a cada persona la informació que necessita segons la fase del procés de compra en què es trobi. També, recorda fer-ho amb el format més adequat, perquè no només importa la qualitat de la informació, sinó també la seva presentació. A més, pot ser una eina útil per conèixer millor al teu client.
Aquests són alguns tipus de continguts que pots utilitzar en la teva estratègia de content màrqueting: imatges, infografies, vídeos, guies o tutorials, revistes, ebooks, plantilles, whitepapers, presentacions, aplicacions, jocs, etc.

## Com començar la teva estratègia de màrqueting de continguts?[calcitació]
El primer pas és establir per on vols començar. Per posar en marxa la teva estratègia de màrqueting de continguts tens a disposició dos canals principals:
El bloc de la teva empresa. Aquest es considera un dels canals principals de el màrqueting de continguts i pel qual et recomano apostar. Escriure un bloc té molts avantatges des del punt de vista de l'màrqueting i pot ajudar-te a:
Posicionar per un tema de manera orgànica. Hem vist en els paràgrafs anteriors com treballar les keywords de forma estructurada pot ajudar-te a aconseguir un millor posicionament encara que el teu negoci pertanyi a un sector molt concorregut.
Crear contingut de valor per als teus lectors. Tindràs un canal propi per oferir solucions als pains dels teus buyer persona.
Ser conegut com a expert en el teu sector. Si treballes bé els continguts seràs capaç de crear engagement en els usuaris i fer que tornin a consultar el teu bloc quan busquen informació relacionada amb el teu sector. En altres paraules, et veuran com un referent.
Oportunitat de captar registres per anar creant una base de dades pròpia. Aplicant estratègies com l'oferta de continguts més elaborats a canvi de dades en formularis, per exemple, podràs desenvolupar altres punts de la teva estratègia de màrqueting com el lead nurturing i el lead score per acompanyar els teus buyer persona al llarg del cicle de compra.
Donar a conèixer la teva marca, producte o servei. Un bloc amb contingut de qualitat i una bona estratègia SEO contribuiran a millorar el posicionament de la teva marca, augmentar el trànsit cap a la web de la teva empresa i farà que cada vegada més persones et coneguin.
Les xarxes socials. A través de les xarxes socials de la teva empresa pots difondre continguts específics. El més habitual és complementar aquest canal amb un blog. Així, d'una banda, donaràs major visibilitat als teus articles i, de l'altra, podràs aprofitar contingut ja generat per adaptar-lo i compartir-ho a través de les xarxes.
Pots treure molt partit als posts del teu bloc per: crear infografies i imatges atractives, produir vídeos, personalitzar missatges per a cada un dels teus públics objectiu o segons la xarxa social on el publiquis i crear tests.
Per donar més impuls a la teva estratègia, sobretot a el principi, pots optar per publicitat de pagament en línia a Google o en xarxes socials (Facebook Ads, LinkedIn Ads ...). Aconseguiràs posicionar en els cercadors i difondre els teus continguts en xarxes socials.